# Coppa panamericana femminile di pallavolo 2008
La Coppa panamericana femminile di pallavolo 2008 si è svolta dal 30 maggio al 7 giugno 2008 a Tijuana e Mexicali, in Messico: al torneo hanno partecipato 12 squadre nazionali nordamericane e sudamericane e la vittoria finale è andata per la prima volta alla Rep. Dominicana.

## Impianti
|                                                                            |                                                                          |  |
|                                                                            |                                                                          |  |
| Auditorio del Estado Città: Mexicali Capienza: 4 426 Anno d'apertura: 1980 | Gimnasio De Usos Múltiples Città: Tijuana Capienza: - Anno d'apertura: - |  |

## Squadre partecipanti
| - Argentina - Brasile - Canada - Costa Rica - Cuba - Messico | - Perù - Porto Rico - Rep. Dominicana - Stati Uniti - Trinidad e Tobago - Venezuela |

## Gironi
| Girone A                                                                   | Girone B                                      |
| -------------------------------------------------------------------------- | --------------------------------------------- |
| Argentina Costa Rica Messico Rep. Dominicana Stati Uniti Trinidad e Tobago | Brasile Canada Cuba Perù Porto Rico Venezuela |

## Fase finale

### Finali 1º e 3º posto
|  | Quarti      | Quarti          |                 |            | Semifinale | Semifinale |  |  | Finale | Finale |
|  |             |                 |                 |            |            |            |  |  |        |        |
|  |             |                 |                 |            |            |            |  |  |        |        |
|  |             |                 |                 |            |            |            |  |  |        |        |
|  | Argentina   | 3               |                 |            |            |            |  |  |        |        |
|  | Argentina   | 3               |                 |            |            |            |  |  |        |        |
|  | Canada      | 2               |                 |            |            |            |  |  |        |        |
|  | Canada      | 2               | Brasile         | 3          |            |            |  |  |        |        |
|  |             |                 | Brasile         | 3          |            |            |  |  |        |        |
|  |             | Argentina       | 0               |            |            |            |  |  |        |        |
|  | -           | Argentina       | 0               | -          |            |            |  |  |        |        |
|  | -           |                 |                 | -          |            |            |  |  |        |        |
|  | -           | -               |                 |            |            |            |  |  |        |        |
|  | -           | -               | Brasile         | 2          |            |            |  |  |        |        |
|  |             |                 | Brasile         | 2          |            |            |  |  |        |        |
|  |             | Rep. Dominicana | 3               |            |            |            |  |  |        |        |
|  | Stati Uniti | Rep. Dominicana | 3               | 1          |            |            |  |  |        |        |
|  | Stati Uniti |                 |                 | 1          |            |            |  |  |        |        |
|  | Porto Rico  | 3               |                 |            |            |            |  |  |        |        |
|  | Porto Rico  | 3               | Rep. Dominicana | 3          | 3º posto   | 3º posto   |  |  |        |        |
|  |             |                 | Rep. Dominicana | 3          | 3º posto   | 3º posto   |  |  |        |        |
|  |             | Porto Rico      | 1               |            |            |            |  |  |        |        |
|  | -           | Porto Rico      | 1               | -          | Argentina  | 3          |  |  |        |        |
|  | -           |                 |                 | -          | Argentina  | 3          |  |  |        |        |
|  | -           | -               |                 | Porto Rico | 1          |            |  |  |        |        |
|  | -           | -               |                 |            | 1          |            |  |  |        |        |
|  |             |                 |                 |            |            |            |  |  |        |        |
|  |             |                 |                 |            |            |            |  |  |        |        |

### Finali 5º e 7º posto
|  | Quarti     | Quarti      |             |        | Semifinale | Semifinale |  |  | 5º posto | 5º posto |
|  |            |             |             |        |            |            |  |  |          |          |
|  |            |             |             |        |            |            |  |  |          |          |
|  |            |             |             |        |            |            |  |  |          |          |
|  | Costa Rica | 0           |             |        |            |            |  |  |          |          |
|  | Costa Rica | 0           |             |        |            |            |  |  |          |          |
|  | Perù       | 3           |             |        |            |            |  |  |          |          |
|  | Perù       | 3           | Perù        | 0      |            |            |  |  |          |          |
|  |            |             | Perù        | 0      |            |            |  |  |          |          |
|  |            | Stati Uniti | 3           |        |            |            |  |  |          |          |
|  | -          | Stati Uniti | 3           | -      |            |            |  |  |          |          |
|  | -          |             |             | -      |            |            |  |  |          |          |
|  | -          | -           |             |        |            |            |  |  |          |          |
|  | -          | -           | Stati Uniti | 3      |            |            |  |  |          |          |
|  |            |             | Stati Uniti | 3      |            |            |  |  |          |          |
|  |            | Venezuela   | 2           |        |            |            |  |  |          |          |
|  | Messico    | Venezuela   | 2           | 1      |            |            |  |  |          |          |
|  | Messico    |             |             | 1      |            |            |  |  |          |          |
|  | Venezuela  | 3           |             |        |            |            |  |  |          |          |
|  | Venezuela  | 3           | Canada      | 2      | 7º posto   | 7º posto   |  |  |          |          |
|  |            |             | Canada      | 2      | 7º posto   | 7º posto   |  |  |          |          |
|  |            | Venezuela   | 3           |        |            |            |  |  |          |          |
|  | -          | Venezuela   | 3           | -      | Perù       | 3          |  |  |          |          |
|  | -          |             |             | -      | Perù       | 3          |  |  |          |          |
|  | -          | -           |             | Canada | 2          |            |  |  |          |          |
|  | -          | -           |             |        | 2          |            |  |  |          |          |
|  |            |             |             |        |            |            |  |  |          |          |
|  |            |             |             |        |            |            |  |  |          |          |

## Classifica finale
| Pos     | Squadra           | Rosa |
| ------- | ----------------- | --- |
| Oro     | Rep. Dominicana   | Formazione: 1 Vargas, 3 Eve, 4 Núñez, 5 Castillo, 6 Casó, 8 Marte, 10 Cabral, 12 Echenique, 13 Rondón, 14 Rivera, 15 Rodríguez, 18 de la Cruz, CT: Cruz              |
| Argento | Brasile           | Formazione: 2 Oliveira, 3 Bruch, 4 Lins, 5 da Silva, 8 Bidias, 10 de Castro, 12 Pereira, 14 Martins, 15 Takagui, 16 Pavão, 17 Figueiredo, 18 Brait, CT: de Moura     |
| Bronzo  | Argentina         | Formazione: 1 Nizetich, 4 Boscacci, 7 Rizzo, 8 Klug, 9 Flaviani, 10 Espinosa, 11 Leyendeker, 12 Robinet, 13 Seguí, 14 Ansaldi, 17 Pinedo, 18 Castiglione, CT: Bastit |
| 4       | Porto Rico        | Formazione: 1 Seilhamer, 2 Colón, 3 Mojica, 5 Álvarez, 8 E. Cruz, 9 Á. Cruz, 11 K. Ocasio, 12 Ruiz, 14 Ortega, 17 S. Ocasio, 18 Del Valle, CT: Núñez                 |
| 5       | Stati Uniti       | Formazione: 3 Barboza, 4 Klineman, 5 Sykora, 7 Stalls, 9 Paolini, 10 Crimes, 12 Hughes, 13 Olsovsky, 16 Hunter, 17 McGinnis, 18 Richards, 19 Faucette, CT: Hogan     |
| 6       | Venezuela         | Formazione: 1 Paz, 2 Delfines, 5 Franchesco, 6 Valero, 9 Andrade, 10 Glod, 11 Váldez, 12 Quijada, 13 Florián, 14 Blanco, 15 Pérez, 17 Acosta, CT: Fernández          |
| 7       | Canada            | Formazione: 1 Jansen, 2 Cundy, 4 Mahon, 5 Dodds, 9 Cordonier, 11 Alphonse, 12 Holness, 13 Loewen, 14 Voth, 16 Levesque, 17 Guimond, 18 Mokelkin, CT: Miyashita       |
| 8       | Perù              | Formazione: 1 Joya, 2 Uribe, 3 Contreras, 4 Soto, 5 Palacios, 6 Uceda, 7 Zamudio, 8 Salazar, 9 Tristán, 12 Rueda, 15 Cancino, 16 Culquimboz, CT: dos Santos          |
| 9       | Costa Rica        | Formazione: 1 Thompson, 2 Cope, 4 Chacón, 5 Guzmán, 6 Á. Willis, 7 Quesada, 8 Arias, 9 V. Willis, 10 Ramírez, 14 Fonseca, 16 Palmer, 18 Jiménez, CT: Godínez         |
| 10      | Messico           | Formazione: 1 Rubio, 2 Ruiz, 3 Córdova, 4 Castro, 5 Orellana, 7 Perales, 9 Castilleja, 10 Revuelta, 11 Carranza, 12 G. León, 15 López, 17 Alvarado, CT: L. León      |
| 11      | Cuba              | Formazione: 1 Castañeda, 2 Palacio, 3 Cabrera, 4 González, 5 Maso, 6 Acosta, 8 Ortiz, 9 Salas, 10 Herrera, 11 Agüero, 16 Cleger, 17 Silva, CT: Calderón              |
| 12      | Trinidad e Tobago | Formazione: 1 Ferreira, 4 Herbert, 7 Honore, 9 Grant, 10 Clifford, 11 Charles, 12 Forde, 13 Williams, 14 Mitchell, 15 de Souza, 16 Esdelle, 17 Hamilton, CT: Cruz    |

|  |  |  | Qualificate al World Grand Prix 2009 |

## Premi individuali
| Premio                 | Nome              | Squadra         |
| ---------------------- | ----------------- | --------------- |
| MVP                    | Sidarka Núñez     | Rep. Dominicana |
| Miglior realizzatrice  | Desiree Glod      | Venezuela       |
| Miglior attaccante     | Alexis Crimes     | Stati Uniti     |
| Miglior muro           | Cindy Rondón      | Rep. Dominicana |
| Miglio servizio        | Patricia Soto     | Perù            |
| Miglior palleggiatrice | Angela McGinnis   | Stati Uniti     |
| Miglior ricevitrice    | Marianela Robinet | Argentina       |
| Miglio difesa          | Camila Brait      | Brasile         |
| Miglior libero         | Marianela Robinet | Argentina       |
| Rising star            | Brenda Castillo   | Rep. Dominicana |